# Badminton nos Jogos da Commonwealth de 2006
O badminton nos Jogos da Commonwealth de 2006 foi realizado em Melbourne, na Austrália, entre 16 e 26 de março. Seis eventos foram disputados no Melbourne Convention and Exhibition Centre: simples masculino e feminino, duplas masculinas, femininas e mistas e equipes mistas.

## Medalhistas
Masculino
| Evento  | Ouro                                      | Prata                                        | Bronze                                    |
| Simples | Lee Chong Wei MAS Malásia                 | Wong Choong Hann MAS Malásia                 | Chetan Anand IND Índia                    |
| Duplas  | Koo Kien Keat Chan Chong Ming MAS Malásia | Choong Tan Fook Wong Choong Hann MAS Malásia | Robert Blair Anthony Clark ENG Inglaterra |

Feminino
| Evento  | Ouro                                  | Prata                               | Bronze                                 |
| Simples | Tracey Hallam ENG Inglaterra          | Wong Mew Choo MAS Malásia           | Susan Hughes SCO Escócia               |
| Duplas  | Chin Eei Hui Wong Pei Tty MAS Malásia | Jiang Yanmei Li Yujia SIN Singapura | Donna Kellogg Gail Emms ENG Inglaterra |

Misto
| Evento  | Ouro                                                                                               | Prata                                                                                            | Bronze                                                                                       |
| Duplas  | Gail Emms Nathan Robertson ENG Inglaterra                                                          | Sara Petersen Dan Shirley NZL Nova Zelândia                                                      | Li Yujia Hendri Kurniawan Saputra SIN Singapura                                              |
| Equipes | Wong Choong Hann Ooi Sock Ai Lee Chong Wei Wong Mew Choo Chan Chong Ming Koo Kien Keat MAS Malásia | Nathan Robertson Gail Emms Aamir Ghaffar Tracey Hallam Anthony Clark Robert Blair ENG Inglaterra | Valiyaveetil Diju Jwala Gutta Anup Sridhar Saina Nehwal Sanave Thomas Rupesh Kumar IND Índia |

## Quadro de medalhas
Seis delegações conquistaram medalhas:
| Ordem | País          | Medalha de ouro | Medalha de prata | Medalha de bronze | Total |
| ----- | ------------- | --------------- | ---------------- | ----------------- | ----- |
| 1     | Malásia       | 4               | 3                |                   | 7     |
| 2     | Inglaterra    | 2               | 1                | 2                 | 5     |
| 3     | Singapura     |                 | 1                | 1                 | 2     |
| 4     | Nova Zelândia |                 | 1                |                   | 1     |
| 5     | Índia         |                 |                  | 2                 | 2     |
| 6     | Escócia       |                 |                  | 1                 | 1     |
| TOTAL | TOTAL         | 6               | 6                | 6                 | 18    |